# Mohsen Khalili
Pour les articles homonymes, voir Khalili.
Mohsen Khalili (en persan محسن خلیلی, né le 14 février 1981 à Téhéran) est un footballeur (attaquant) iranien jouant au club de Persepolis FC.

## Carrière en club

### Saipa
Il joue d'abord pour le Saipa FC pendant plusieurs saisons et aide son club à remporter le championnat 2006-2007 en marquant 8 buts.

### Persépolis
En juin 2007, il signe avec les géants de Persépolis un contrat de deux ans pour une indemnité de 300 000 €.

## Carrière internationale
En juin 2007, il est appelé en sélection pour disputer les championnats du Moyen-Orient mais il n'y participe pas en raison d'une blessure. À la suite des nombreux buts inscrits avec son club de Persépolis, Ali Daei le sélectionne régulièrement. Le 14 juin 2008, il inscrit contre la Syrie son premier but en sélection à l'occasion d'un match qualificatif pour la coupe du monde 2010.

## Palmarès
- Champion d'Iran avec Saipa de la saison 2006-2007
- Champion d'Iran avec Persépolis de la saison 2007-2008
- Co-meilleur buteur du championnat iranien 2007-2008 avec 18 buts
- Meilleur joueur du championnat iranien 2007-2008